# Inge Lindholm
Inge Lindholm, född 22 juni 1892. död 24 maj 1932 i Stockholm, var en svensk friidrottare som tävlade för IFK Uppsala och Mariebergs IK.
Vid OS 1912 i Stockholm kom han på tolfte plats i tresteg på 13,74 meter. Han var även med i femkamp där han blev utslagen efter fyra grenar.
Lindholm vann SM-guld på 200 meter 1915 (tid 23,6 sekunder) och i längdhopp år 1916.
Inge Lindholm är begravd på Västra kyrkogården i Karlstad.